# 玛丽·斯汀伯根
玛丽·尼尔·斯汀伯根（英語：Mary Nell Steenburgen，1953年2月8日—），美国女演员，出生于阿肯色州。1972年前往纽约市，进入著名的奈伯霍德剧院（Neighborhood Playhouse）学习表演。曾因1980年電影《天外橫財》获得奥斯卡及金球奖最佳女配角獎項。

## 作品
- 1979《兩世奇人》飾 Amy Robbins
- 1990《回到未來III》飾 克萊拉·克萊頓 Clara Clayton
- 1993《费城》飾 女律师 Belinda Conine
- 2001《他不笨，他是我爸爸》飾 Dr. Blake
- 2009《愛情限時簽》飾 葛瑞絲·派斯頓 Grace Paxton
- 2009《名牌冤家》飾 Emma Wheeler
- 2011《姊妹》飾 Elaine Stein
- 2013《賭城大丈夫》飾 賭城酒吧歌手 Diana Boyle
- 2015-18《最後一個男人》飾 Gail Klosterman
- 2020《良善之地》飾 音樂老師

## 外部連結
- 玛丽·斯汀伯根在互联网电影资料库（IMDb）上的資料（英文）
- 玛丽·斯汀伯根的Instagram帳戶（英文）
- 玛丽·斯汀伯根的X（前Twitter）（英文）
- The 50 Sexiest Women Over 50（英文）